# Milhostov
Milhostov (in tedesco Mühlessen) è un comune della Repubblica Ceca facente parte del distretto di Cheb, nella regione di Karlovy Vary.

## Geografia fisica
Il paese confina ad ovest con Starost, Dvorek e Kateřina, a nord con Mostek, Děvín, Mlýnek, Bor, Nová Ves, Horka e Lesná, ad est con Hluboká e a sud con Hněvín, Vackovec, Hartoušov, Vokov, Nebanice, Potočiště, Ava e Sebenbach.

## Storia
Come molti villaggi della zona, il paese è stato fondato probabilmente nel XII secolo. La prima menzione scritta riguardo ad esso risale al 1219, come testimonia un documento di Federico Barbarossa. La chiesa di S. Nicola risale molto probabilmente al XIII secolo.
Sotto il regno di Carlo IV, furono edificate a 24 aziende agricole e la città di Cheb fu sottomessa (fino al 1848). Nel 1429 il villaggio fu bruciato dagli Hussiti. In tempo di Riforma, quando tutto il distretto di Cheb diveniva protestante, fu costruita la prima scuola del villaggio. Nel 1938 la città fu ceduta dalla Cecoslovacchia al Reich tedesco fino al 1945. Nella primavera del 1945 le truppe americane cacciarono i tedeschi residenti nel villaggio.

## Geografia antropica

### Frazioni
- Milhostov
- Hluboká
- Vackovec

## Monumenti

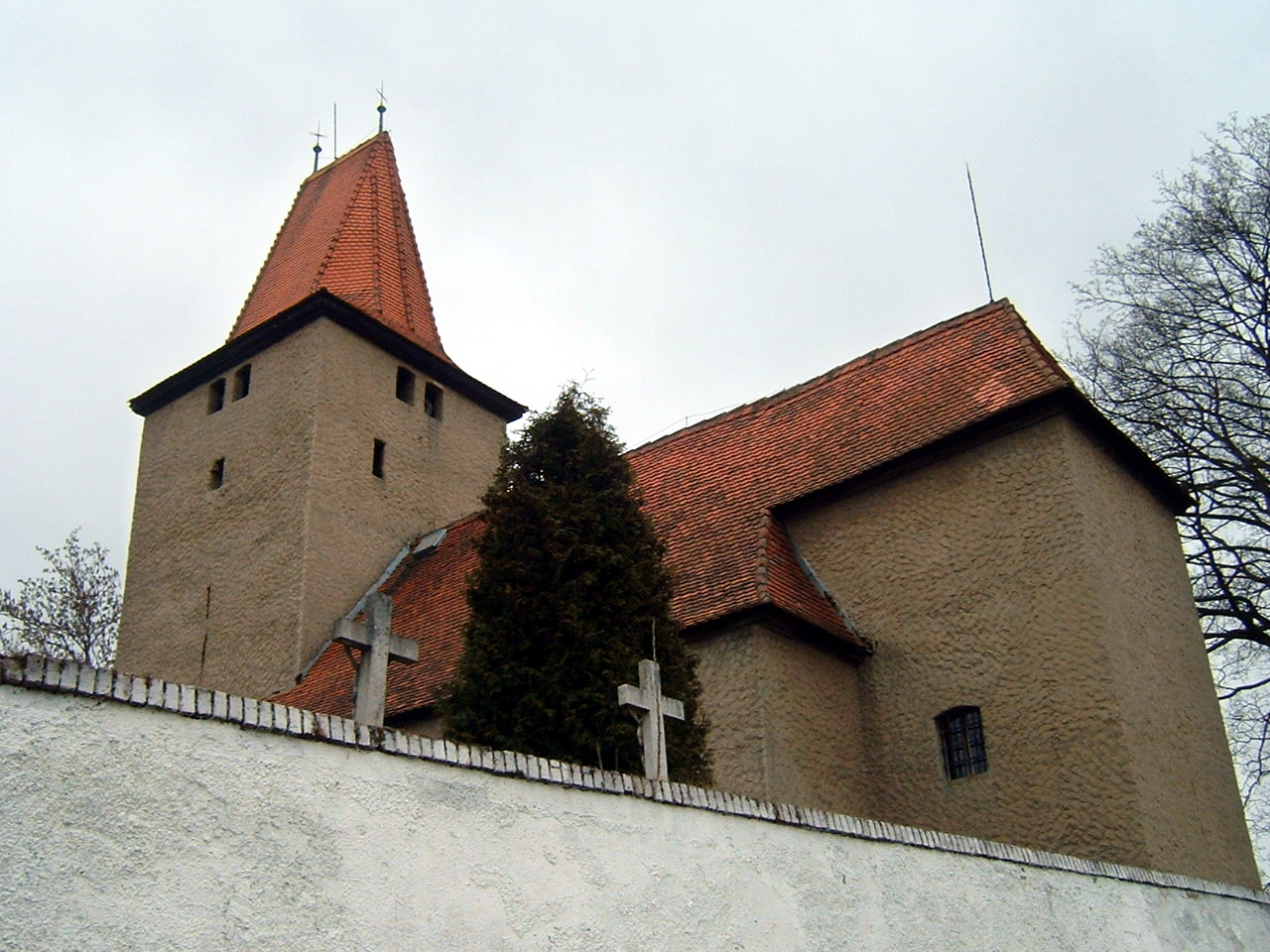
Chiesa di San Nicola.

- Chiesa romanica di San Nicola costruita nel XIII secolo. È stata restaurata in stile barocco nel XVII secolo. L'altare risale al 1760.
- Colonna con una statua della Vergine Maria
- Crocifisso
- Memoriali per le vittime dei conflitti mondiali
- Resti chiaramente visibili di una diga la cui costruzione iniziò nel 1940 e rimase incompiuta